# Fiskars (przedsiębiorstwo)

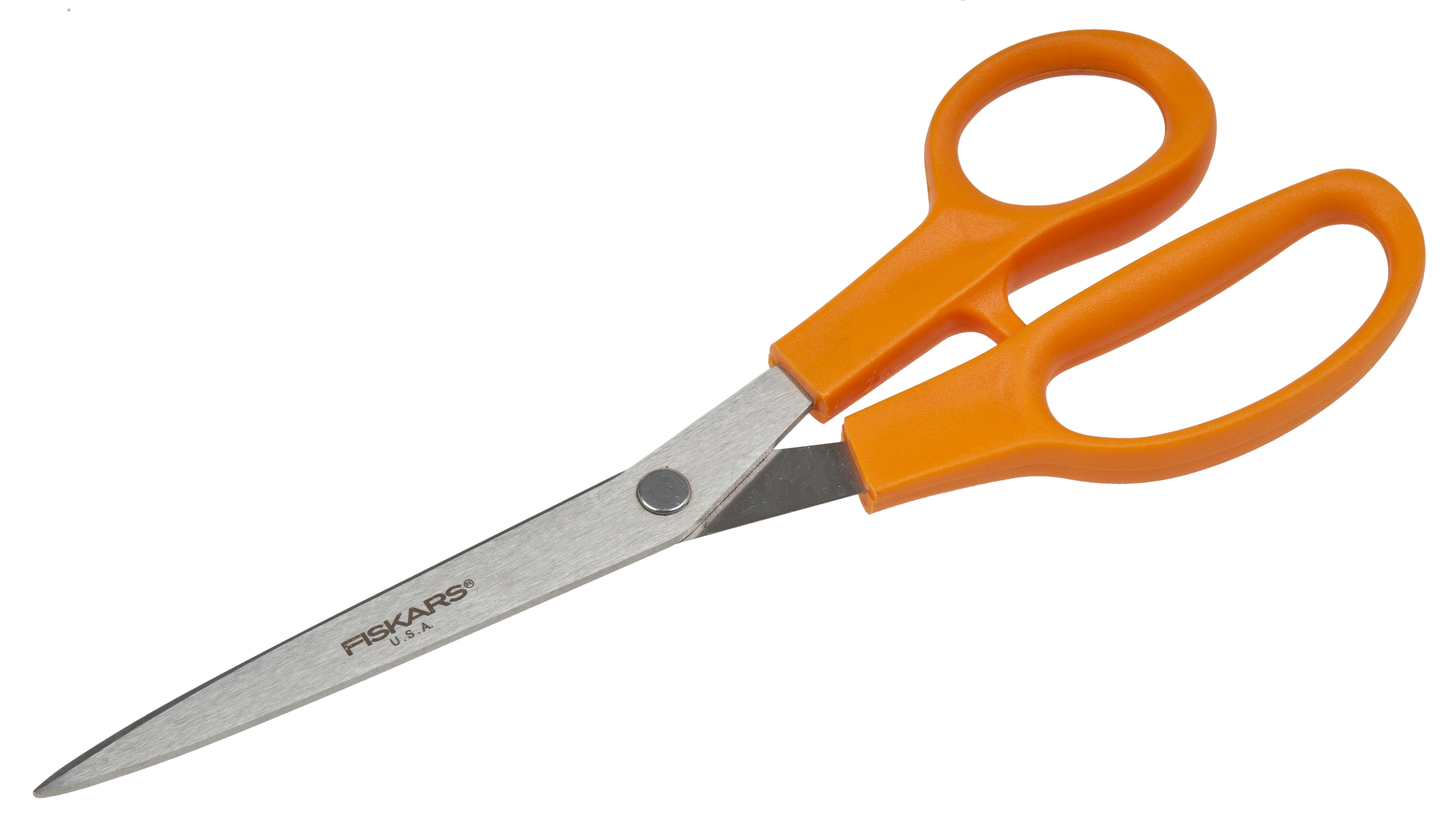
Nożyczki wyprodukowane przez firmę Fiskars

Fiskars – fińskie przedsiębiorstwo produkujące narzędzia. Początki firmy sięgają roku 1649, gdy uruchomiono warsztat kowalski w Fiskars, w związku z czym firma zaliczana jest do najdłużej nieprzerwanie działających prywatnych firm w Europie.
Produkty marki Fiskars wyróżnia m.in. charakterystyczny pomarańczowy kolor wybranych elementów.